# Mahayana
Mahāyāna (sanskrit för "stor vagn") är en av två (eller tre, om vajrayana räknas som separat) huvudsakliga inriktningar av buddhismen med dess tillhörande utövningsformer och filosofiska koncept. Den buddhistiska traditionen vajrayana klassas ibland som en del av mahayana, medan en del forskare anser att vajrayana är en helt fristående inriktning.
Enligt mahayanas läror, refererar "mahayana" även till vägen av en bodhisattva som söker upplysning för att kunna hjälpa alla medvetna varelser. Därav kallas även mahayana för "Bodhisattvayāna" ("Bodhisattva vagnen").
Mahayanabuddhismen är den största av de tre buddhistiska inriktningarna; 53,2 % av alla buddhister uppskattas tillhöra mahayana, medan 35,8 % anses tillhöra theravada, och 5,7 vajrayana. En annan demografisk undersökning, gjord av Peter Harvey, tyder på att antalet mahayanautövare kan vara betydligt högre än så. Enligt hans undersökning är andelen mahayanautövare 67 % av alla buddhister i världen.  De huvudsakliga mahayanabuddhistiska traditionerna idag är: rena land-buddhismen, zen, tendai, nichiren-buddhism, huayan, madhyamika och yogacara.

## Historik

### Ursprung

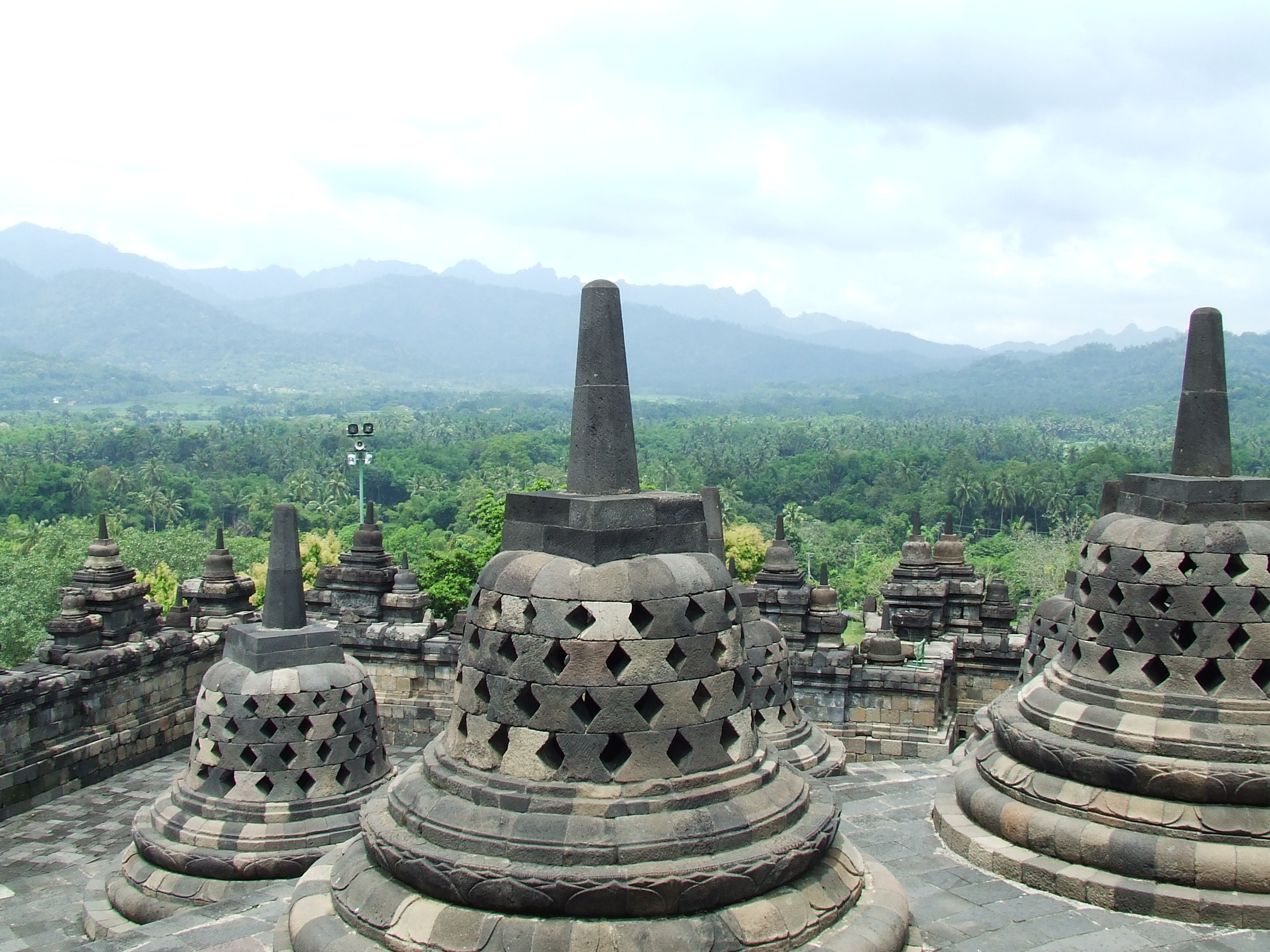
Antika stupor i Borobodur, Indonesien

Ursprungen för mahayana är inte fullständigt kända. De tidigaste skriftliga bevisen för "mahayana" kommer från sutror från första århundradet. Jan Nattier har noterat att i vissa av de tidigaste mahayanatexterna — såsom Ugrapariprccha Sutra — används ordet "mahayana", men att det samtidigt inte förekommer någon doktrinskillnad mellan mahayana och andra tidiga inriktningar, i denna kontext. Mahayana refererade då snarare till ett utövande centrerat kring att strikt efterlikna den väg som Shakyamuni Buddha tog från bodhisattva till Buddha.
Det finns dessutom inget bevis för att mahayana någonsin refererade till en separat inriktning till buddhismen i dess tidiga skede, utan snarare att mahayana existerade som en samling ideal — och senare lärdomar — för bodhisattvor. Paul Williams har också noterat att mahayana aldrig hade eller försökte ha en separat vinaya eller i övrigt försöka bilda en separat klosterrörelse. Därför kunde vilken buddhistisk munk eller nunna som helst tillhöra mahayana samtidigt som de tillhörde en annan tidig inriktning på buddhismen. Formellt sett skulle de då tillhöra en tidig skola av buddhismen, medan de samtidigt följde mahayana. Därför var mahayana aldrig en rivaliserande inriktning gentemot de övriga buddhistiska inriktningarna i dess tidiga skede. Från texter skrivna av kineser som reste i Indien under denna period, vet vi nu att munkar och nunnor som följde mahayana, ofta levde i samma kloster som munkar och nunnor som inte följde mahayana.
Den kinesiska munken Yijing, som reste i Indien under 600-talet, påpekar skillnaden mellan mahayana och tidiga buddhistiska inriktningar på följande vis:
Båda följer en och samma vinaya, och båda har de gemensamt förbudet mot de fem grova brotten samt de fyra ädla sanningarna. De som ärar bodhisattvorna och läser mahayanasutrorna kallas för följare av mahayana, medan de som inte gör detta kallas för följare av hinayana
Mycket av de bevis som finns för ursprunget av mahayana kommer från tidiga kinesiska översättningar av mahayanska texter. Dessa mahayanska texter togs först till Kinaav Lokaksema (100-talet e.Kr) — den första översättaren av mahayanska sutror till kinesiska. 

### Spridning och demografi
Under Handynastin (206 f.Kr. till 220 e.Kr.) - troligtvis under det första århundradet f.Kr. eller e.Kr. - kom buddhismen till Kina. Därifrån spreds den sedan till Korea år 372, vid år 525 hade buddhismen börjat genomsyra hela det koreanska samhället. Mellan år 550 och 664 blev buddhismen Koreas statsreligion och blev allt mer betydelsefull, där i vissa perioder munkarna hade mer makt än de som styrde landet. Omkring år 550 spred sig buddhismen från Korea till Japan, men det var först under Heianperioden som mer betydelsefulla japanska sekter började utvecklas. Mahayana spreds också till Sydostasien - bland annat till Sri Lanka och Myanmar - men överlevde inte där.
Idag är mahayana den största buddhistiska traditionen i världen där spridningen i Asien ser ut på följande vis:
| Mahayana i Asien                                               | Mahayana i Asien | Mahayana i Asien              |
| Land                                                           | Antal följare    | Andel av befolkning/Minoritet |
| -------------------------------------------------------------- | ---------------- | ----------------------------- |
| Kina (exkluderar tibetaner, mongoler, Tu-folket och Daifolket) | 228 miljoner     | 17,3%                         |
| Japan                                                          | 52 miljoner      | 41%                           |
| Vietnam                                                        | 43 miljoner      | 50%                           |
| Sydkorea                                                       | 10,9 miljoner    | 23%                           |
| Taiwan                                                         | 8 miljoner       | 35%                           |
| Malaysia                                                       | 5,5 miljoner     | 19,2%                         |
| Nordkorea                                                      | 2,5 miljoner     | 11%                           |
| Singapore                                                      | 1,9 miljoner     | 43%                           |
| Hongkong                                                       | 0,7 miljoner     | 10%                           |
| Macao                                                          | 0,14 miljoner    | 30,7%                         |
| Indonesien                                                     | 4 miljoner       | Minoritet                     |
| Filippinerna                                                   | 2,3 miljoner     | Minoritet                     |
| Thailand                                                       | 1 miljon         | Minoritet                     |
| Brunei                                                         | 0,03 miljoner    | Minoritet                     |
| Uzbekistan (koreanska invandrare)                              | 0,055 miljoner   | Minoritet                     |

#### Olika traditioner
Mahayana har en mycket stor bredd, i och med stora skillnader som finns från en mahayansk tradition till en annan. De främsta inriktningarna/traditionerna inom mahayana som är: rena land-buddhismen, Zen, Tendai, Nichiren-buddhism, Huayan, Madhyamika och Yogacara.

### Tidiga mahayanasutror
Några tidiga mahayanska sutror blev översatta av munken Lokaksema, som kom till Kina från kungadömet Gandhara. Hans första översättningar till kinesiska gjordes mellan år 178 och 189. Några mahayanasutror översatta under 100-talet inkluderar följande:
1. Aṣṭasāhasrikā Prajñāpāramitā Sūtra
2. Vimalakīrti Nirdeśa Sūtra
3. Sukhāvatīvyūhaḥ-sūtra
4. Akṣobhyatathāgatasyavyūha Sūtra
5. Ugraparipṛccha Sūtra
6. Mañjuśrīparipṛcchā Sūtra
7. Drumakinnararājaparipṛcchā Sūtra
8. Śūraṅgama Samādhi Sūtra
9. Bhadrapāla Sūtra
10. Ajātaśatrukaukṛtyavinodana Sūtra
11. Kāśyapaparivarta Sūtra
12. Lokānuvartana Sūtra

Dessa texter lägger ofta tonvikt vid att bo i skogen, asketiska utövningsformer och djupa meditativa tillstånd.

## Lära
Mahayana kan beskrivas som en löst bunden samling av vilt skilda lärdomar som alla existerar tillsammans under mahayana. Av denna anledning, kan mycket få saker sägas om mahayana i sin helhet. 
Trots att mahayanasutrorna varierar stort i innehåll, framhäver dessa sutror idealet av att bli en buddha genom att följa bodhisattvavägen. De grundläggande mahayanska lärdomarna inkluderar perfektionen av visdom (prajnaparamita), provisoriska lärdomar (upayakausalya) från buddhor, de tre kropparna av en buddha (trikaya), buddha-natur (tathagatagarbha) och buddha-fält (även kallat "rena land"; buddhaksetra).

### Bodhisattva
Huvudartikel: Bodhisattva

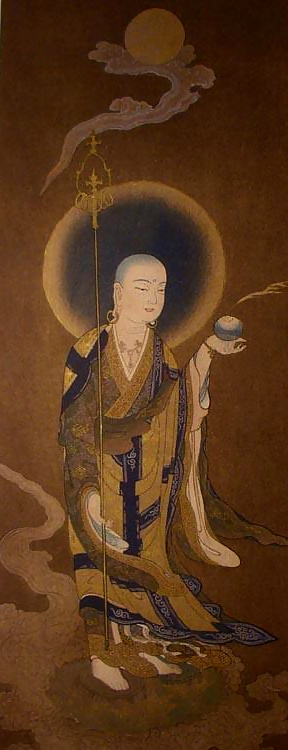
Bodhisattvan Ksitigarbha

En bodhisattva är en term som används för att beskriva en varelse som avser att bli en buddha. Inom mahayana är en bodhisattva vilken varelse som helst som avser att nå buddhaskap för att kunna rädda alla medvetna varelser från lidandet. Bodhicitta är termen som används för att beskriva denna motivation att bli en buddha för att rädda alla varelser, och utgör därmed första steget av bodhisattvavägen inom mahayana. Mahayana anser dessutom att bodhicitta finns inom alla medvetna varelser, men att det ligger dolt för de flesta.

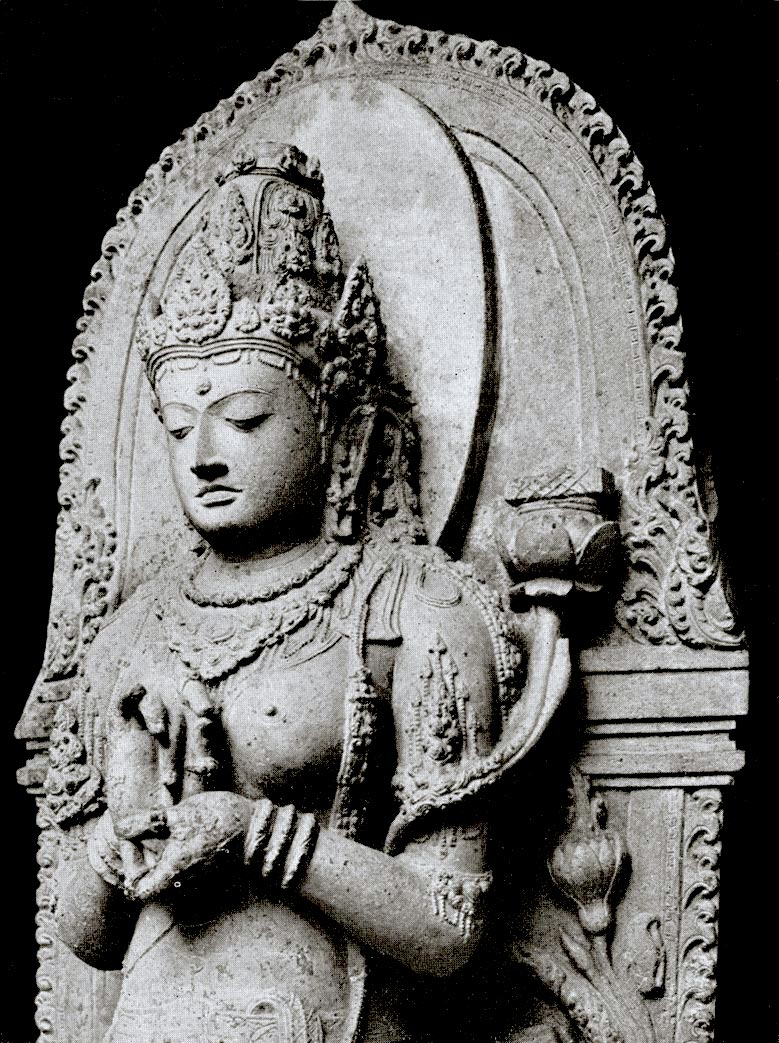
En staty av prajnaparamita personifierad, från Singhasari, Indonesien

### Prajnaparamita
Huvudartikel: Prajnaparamita
Prajnaparamita (sanskrit för "perfektion av visdom") refererar inom mahayana till en nivå av förståelse som går bortom vanlig visdom. Ofta refererar detta till den visdom som has vid — eller behövs för — buddhaskap. Det finns många olika tolkningar av termen, men denna typ av visdom beskrivs ofta enligt Buswell och Lopez som förståelsen "som inte uppfattar subjekt, objekt eller handlingar som egentligt existerande". Perfektionen av visdom beskrivs också ibland som förståelsen av sunyata.
Som en visdom associerad med buddhaskap, utgör prajnaparamita den sjätte av de sex/tio paramita som övas på bodhisattvavägen.

### Upayakausalya
Huvudartikel: Upayakausalya
Upayakausalya (sanskrit för "skickliga medel" eller "passande lösning") är en term som används för att beskriva buddhors och avancerade bodhisattvors mycket goda förmåga att lära ut. Detta koncept beskrivs i en liknelse om en flotta i alagaddupamasutta, där Buddha jämför sina lärdomar med en flotta som tar en över floden till den andra sidan. När utövaren har tagit sig över floden av återfödelse och död (samsara), till den andra sidan av nirvana, har flotten (lärdomarna) uppfyllt sitt ändamål, och kan därför överges. Av denna anledning, anses alla Buddhas lärdomar vara provisoriska.
Detta koncept används även för att försvara tydliga motsägelser i den buddhistiska läran. Termen återfinns i både mahayana och theravada. I theravada används dock denna term för att enbart beskriva Shakyamuni Buddhas färdighet i att lära ut. I mahayana däremot, är upayakausalya en av de tio paramita bemästrade på bodhisattvavägen. Termen har också fått stor betydelse inom mahayana för att beskriva Buddhas utlärning av de tre vagnarna (mahayana, vajrayana och de tidiga buddhistiska skolorna, såsom theravada) som en provisorisk lära som var avsedd att leda till vagnen av buddhaskap (ekayana).

### Trikaya
Huvudartikel: Trikaya
Trikaya (sanskrit för "tre kroppar") refererar till de tre separata kropparna eller aspekterna av en buddha: dharmakaya, sambhogakaya, och nirmanakaya.
Dharmakaya ("dharmakroppen" eller "sanningskroppen") beskrivs som den sanna naturen av en Buddha från vilken alla andra former kommer ifrån. Detta koncept kom även att utvecklas till att innefatta två aspekter. Den första är svabhavikakaya, "naturkroppen", vilket är den ultimata naturen av en buddhas sinne, som är fritt från orenheter (āgantukamala). Den andra aspekten är jñānakāya, eller "visdomskroppen", en buddhas allvetande medvetande.
Sambhogakaya ("belöningskroppen") beskrivs som en kropp för ens egen njutning — i vilken buddha känner av lyckan som kommer från att uppleva dharman själv — samt som en kropp avsedd för andras njutning, i vilken avancerade bodhisattvor upplever den ökande storslagenheten hos buddhor såsom de fortsätter på bodhisattvavägen. Denna kropp är dock bara synlig för relativt avancerade bodhisattvor som lever i buddhafält. Lägre stående varelser, såsom människor, kan bara se den manifesterade/transformerade kroppen (nirmanakaya).
Nirmanakaya ("emanationskroppen" eller "transformationskroppen") är enligt mahayana den enda kroppen av en buddha som kan ses av vanliga varelser, vilket antyder att den historiske buddhan, Gautama Buddha/Shakyamuni, endast var någonting som var avsett att inspirera världen till att följa buddhismen. Nirmanakayan av en buddha sägs kunna förekomma i vilken form som helst, inklusive gudar, människor, djur samt livlösa objekt; vissa texter antyder till och med att en buddha kan uppstå som en bro eller kylande vindpust.

### Tathagatagarbha
Huvudartikel: Tathagatagarbha
Tathagatagarbha (Sanskrit för "livmodern av buddhorna", "embryot av buddhorna", "essensen av buddhorna"; enligt Buswell/Lopez betyder termen troligen "innehåller en buddha") tolkas ofta som "buddha-natur". Konceptet betydde från början att alla varelser är kapabla att bli buddhor, men utvecklades senare till en mer komplex lära som innebar att alla varelser förr eller senare skulle bli en buddha.

### Buddhaksetra
'Huvudartikel: Buddhaksetra
Buddhaksetra (sanskrit för "buddhafält") refererar till en värld av en specifik buddha. Buddhafält finns i varierande renhet, brett skilda mellan rena och orena buddhafält. Orena buddhafält är synonymt med ett världssystem som innehåller vanliga medvetna varelser (inklusive djur, spöken och helvetesvarelser) som är subjekt för girighet, hat, och villfarelse/illusion. Varje världssystem är domänen för en specifik buddha, som uppnår buddhaskap i detta världssystem och arbetar där för att rädda alla medvetna varelser. Ett rent buddhafält, kan skapas av en buddha vid hans upplysning, och kallas ibland för ett rent land (浄土, bokstavligen "renad jord" på kinesiska). I varje rent buddhafält, existerar djur-, spök- och helvetesvärldar generellt sett inte. Två av de mest kända rena buddhafälten är Amitabhas Sukhavati och Aksobhyas Abhirati. 
I vimalakirtinirdesa, efter att Buddha visat ett rent land, frågar Sariputra honom varför hans (Shakyamunis) buddhafält har så många brister. Buddha säger då att han gör så att världen ser oren ut för att inspirera hans lärjungar att söka upplysning.

## Skrifter
Mahayanabuddhismen accepterar de tidiga buddhistiska skrifterna som giltiga, men har också en stor mängd skrifter som är ensamma för mahayanabuddhismen (mahayanasutrorna). I mahayanabuddhismen får ofta mahayanasutrorna högre auktoritet än agamorna, de tidiga buddhistiska skrifterna. De första av dessa mahayanaspecifika skrifter skrevs någon gång mellan 100 f.Kr. och 100 e.Kr.
De mahayanaspecifika sutrorna finns främst bevarade i den kinesiska buddhismens skriftkanon och i tibetanska buddhismens skriftkanon.